# Limes Germanicus
El Limes Germanicus (en llatí, que es pot traduir com 'frontera germànica') era una important línia de frontera (limes) amb forts que separaven les províncies romanes antigues de Germania Superior i Raetia, i dividir l'Imperi Romà i les tribus germàniques insubmises, des de l'any 83 fins al 260. A aquesta època, el limes abraçava del Mar del Nord al Rin, fins a prop de Regensburg al Danubi. Aquests dos grans rius oferien una protecció natural de les incursions massives al territori imperial, amb l'excepció d'un sector que anava aproximadament des de Mogoncíacum (Magúncia) al Rin fins a Castra Regina. Els limes aprofitaven un límit natural com ara un riu o es construïa un talús de terra i una séquia amb un tancat de fusta i torres de vigilància situades a intervals determinats. Darrera del limes s'edificava una línia de forts. Degut a les lluites i les pressions el limes canviava la seva línia de defensa, avançant o retrocedint segons els esdeveniments. Els soldats que vigilaven els limes s'anomenaven Limitanei.
El Limes Germanicus estava dividit en:
- El limes germànic inferior (del nord), que anava del Mar del Nord a Katwijk, als Països Baixos al llarg del Rin;
- El limes superior germànic (també anomenat senzillament el Limes): s'iniciava al Rin a Rheinbrohl (districte de Neuwied) a través de les muntanyes Taunus a l'est d'Hanau, i al llarg de Miltenberg, i d'Osterburken (Neckar-Odenwald-Kreis), del sud a Lorch (Ostalbkreis) en una línia recta gairebé perfecta de més de 70 km;
- El Limes Rhaetian est, estès de Lorch a Eining (proper a Kelheim) al Danubi.[2]

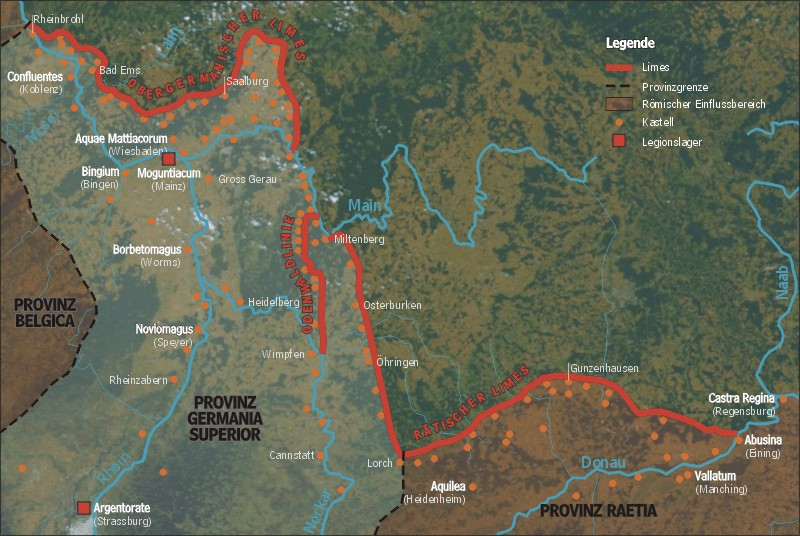
Mapa dels límits

La longitud total era de 568 km. Incloïa com a mínim 60 castells i 900 talaies. El limes era una construcció relativament senzilla. S'assemblava al tipus de fortificació que els soldats romans construïen cada vespre per protegir el seu campament dels atacs. A l'exterior, els soldats cavaven una rasa. La terra de la rasa s'utilitzava per construir un túmul. Damunt del túmul s'hi col·locaven estaques. Els limes tenien una séquia més profunda i un túmul més alt que una fortificació de campament. Les estaques també eren més altes i es col·locaven davant de la séquia. També, si el terreny ho exigia, en lloc d'estaques, hi havia un mur de pedra.
Darrere de la muralla o túmul hi havia un sistema de torres de control, construïdes amb fusta o pedra, que es veien de l'una a l'altra, i amb possibilitat de fer senyals als forts que de vegades eren a uns quants quilòmetres més enrere.
El limes de fet no impedia que les tribus germàniques entressin al territori de l'Imperi Romà, i no es buscava això. Resulta que prop de les torres de vigilància, el limes tenia el pas obert, sobretot als comerciants i a les persones que anaven a viure o a treballar a l'Imperi. L'objectiu dels limes era controlar aquest trànsit. Per travessar les línies s'havia de passar per les torres i això posava en coneixement de la guarnició quanta gent i amb quines finalitats entrava. Si s'intentava escalar o destrossar la muralla i les estaques sense que els soldats ho advertissin, només es podia fer en grups reduïts i al retorn no podien portar gaire botí o ramats amb ells. Les incursions en gran escala podien destruir una o diverses torres, però això seria vist fàcilment pels romans.
El coneixement de tot el trànsit que travessava la frontera era important per l'exèrcit romà. El territori de l'Imperi Romà era molt extens, hi havia pocs soldats, i gairebé totes les legions tenien els seus quarters prop de les fronteres. Qualsevol banda hostil que aconseguís passar aquesta zona exterior de defensa podia desplaçar-se per dins de l'Imperi sense gaire resistència. Els limes proporcionaven una primera alerta, permetien dissuadir les incursions a petita escala i tenien la capacitat de contrarestar els atacs mentre l'enemic encara era prop de les fortaleses i guarnicions frontereres. Els limes també eren un baluard per controlar el moviment de grups de persones.
Julià l'Apòstata va culminar amb la victòria a la batalla d'Argentorat una campanya entre el 355 i el 357 per aturar les incursions germàniques a la Gàl·lia i restaurar la línia defensiva de fortificacions romanes al Rin, greument malmesa durant la guerra civil entre l'usurpador Magnenci i l'emperador Constanci II.
El pas del Rin de 406 va suposar una violació del que era el Limes Germanicus una de les fronteres més segures de l'Imperi Romà tardà i, per tant, va ser un moment crític en el declivi de l'Imperi Romà d'Occident que va desencadenar una onada de destrucció de ciutats romanes i va provocar l'ensorrament de l'ordre cívic romà al nord de la Gàl·lia. Aquests fets també van donar peu a l'alçament dels tres usurpadors a Britànnia, província que es va perdre. Així doncs, el pas del Rin va ser un punt d'inflexió en el transcurs de les invasions bàrbares, durant les quals diverses tribus germàniques van migrar cap a l'oest i cap al sud des del sud d'Escandinàvia i el nord de Germània.
Les defenses de frontera romana s'han conegut quasi amb detall per les excavacions sistemàtiques finançades per Alemanya i per altres investigacions relacionades amb aquestes. L'any 2005, les restes de les fronteres de la Germania Superior i Limes Rhaetian van ser incloses en la llista de la UNESCO com a llocs del Patrimoni Mundial per la seva condició de fronteres de l'Imperi Romà. A prop de Frankfurt, a Saalburg, hi ha reconstruïda una fortificació i un Museu dels Límits.